# Phillip Knightley
Phillip Knightley, född 23 januari 1929 i Sydney, Australien, död 7 december 2016, var en australisk journalist, kritiker och författare. Han var gästprofessor i journalistik vid University of Lincoln i England samt kommentator i media rörande underrättelsetjänster och propaganda.
Knightly tilldelades flera priser och utmärkelser, såsom British Press Awards och hedersdoktorsutnämningar vid University of Sydney och City University, London.